# フレデリック・キング・ケラー
フレデリック・キング・ケラー（Frederick King Keller, 1954年 - ）は、アメリカ合衆国の映画及びテレビの監督・プロデューサー・脚本家である。フレデリック・K・ケラー（Frederick K. Keller）、フレッド・K・ケラー（Fred K. Keller）、フレッド・ケラー（Fred Keller）ともクレジットされている。俳優・脚本家のフレデリック・A・ケラー（Frederick A. Keller）は父親である。
テレビでは『クラブハウス』、『24 -TWENTY FOUR-』、『Hey Dude』、『Dr.HOUSE』、『Boomtown』、『CSI:マイアミ』、『New York Undercover』、『ザ・プリテンダー/仮面の逃亡者』、『NUMBERS 天才数学者の事件ファイル』、『ブルーブラッド 〜NYPD家族の絆〜』、『Life 真実へのパズル』を監督している
映画では『Tuck Everlasting』（1981年）、『スローバラードは殺意の香り』（1984年）などにクレジットされている。